# Hyssopus seravschanicus
Hyssopus seravschanicus là một loài thực vật có hoa trong họ Hoa môi. Loài này được (Dubj.) Pazij mô tả khoa học đầu tiên năm 1945.